# الکساندر چفرین
الکساندر چفرین (انگلیسی: Aleksander Čeferin؛ زادهٔ ۱۳ اکتبر ۱۹۶۷) وکیل اهل اسلوونی است که در سپتامبر ۲۰۱۶ به عنوان رئیس اتحادیه فوتبال اروپا (یوفا) انتخاب شد. او در سال ۲۰۲۳ نبرد حقوقی سوپر لیگ اروپا،فلورنتینو پرز را شکست داد.

## زندگی
الکساندر چفرین در ۱۳ اکتبر ۱۹۶۷ در گرسوپلیه که در آن زمان در خاک جمهوری فدرال سوسیالیستی یوگسلاوی قرار داشت، متولد شد. چفرین پس از فارغ‌التحصیلی از دانشکده حقوق دانشگاه لیوبلیانا، به شرکت حقوقی خانواده‌اش پیوست و در آنجا در زمینه‌های وکالت و نمایندگی ورزشکاران حرفه‌ای و باشگاه‌های ورزشی فعالیت خود را آغاز کرد. او بعدها به جای پدر، مدیر شرکت حقوقی خانوادگی شد.

در سال ۲۰۰۵ چفرین به عنوان عضو هیئت اجرایی باشگاه فوتسال اف سی لیتیا انتخاب شد و در سال ۲۰۱۱ رئیس اتحادیه فوتبال اسلوونی شد. در سپتامبر ۲۰۱۶ او با کسب ۴۲ رأی در مجمع عمومی اتحادیه فوتبال اروپا در آتن و در رقابت با مایکل فان پراگ رئیس فدراسیون فوتبال هلند، جانشین میشل پلاتینی رئیس سابق این نهاد شد.